# You Are Empty
You Are Empty — відеогра, шутер від першої особи, розроблений київськими компаніями Mandel ArtPlains та Digital Spray Studios. Ця гра — дебютний проєкт компаній. Вперше вона була анонсована у 2003 році на виставці КРІ разом з іще одним українським проєктом — Вівісектор: Звір усередині. В Україні та Росії гра вийшла 27 жовтня 2006 року, видана компанією 1С Мультимедіа російською мовою. У Польщі вихід відбувся 13 квітня 2007 року. В США — в жовтні 2007 року (видавець — компанія Atari).

## Ігровий процес
У плані ігрового процесу гра являє собою класичний коридорний шутер від першої особи в стилі таких ігор, як Doom, Wolfenstein та подібних. Гравець керує безіменним героєм, який бореться з ворогами різною зброєю для просування сюжетом. Протагоніст має запас здоров'я, максимум 99 одиниць. Час від часу він знаходить зброю, боєприпаси і ліки. Впродовж усієї гри головний герой бродить спустошеними вулицями міста і, крім бажання вижити, прагне з'ясувати, що сталося. Збираючи передсмертні записи жителів міста, слухаючи розповіді вцілілих, переглядаючи кіноплівки, при цьому відстрілюючись від монстрів, він поступово вибудовує картину минулого.

## Ігровий світ
Гра показує альтернативне минуле Радянського Союзу часів правління Йосипа Сталіна. Невідомий учений бере диктатора під гіпнотичний контроль для реалізації власних планів. Як наслідок виникає інакша, фантастична реальність, в якій починається програма зі створення надлюдини. Однак люди в більшості перетворюються на божевільних потвор. Головний герой намагається вижити в наповненому чудовиськами місті та виправити наслідки катастрофи.
Уся гра відбувається в межах одного міста та деяких його околиць. Місто повністю виглядає у радянському стилі — від архітектури будинків до прорадянської агітації у вигляді прапорів, плакатів і пам'ятників радянським діячам — Леніну і Сталіну. Місто створювалось розробниками за зовнішнім виглядом Києва і Москви. Ряд будівель (елеватор на Подолі, пам'ятник «Возз'єднанню»…) і вулиць (Андріївський узвіз, пасаж біля Хрещатика) відтворюють реальні локації Києва. Серед визначних місць Москви в грі присутні Красна площа, Московський державний університет ім. Ломоносова і таке інше.

## Сюжет
Події гри розгортаються на початку 50-х років XX ст. в Радянському Союзі, в останні роки правління Сталіна, у вигаданому безіменному місті. Головний герой — ймовірно, військовий чи представник НКВС або МДБ. На початку гри він приходить на службу на один із заводів міста. За його спиною у цей час відбувається важлива дія, яка гравцеві поки що незрозуміла — Головний Учений передає таємничу червону папку якомусь радянському високопосадовцю.
Повертаючись додому, протагоніст потрапляє під вантажівку й опиняється в комі. Коли він прокидається у лікарні через невідомий термін, то бачить, що з містом щось не так — жителі перетворилися у чудовиськ, які хочуть його вбити та воюють також між собою. Йому вдається знайти гайковий ключ, яким він відбивається від чудовиськ і вибирається з лікарні. Біля виходу протагоніст знаходить пістолет, після чого виходить на вулиці. Він розшукує справний автомобіль, сівши в який тікає від збожеволілих жителів на околиці.
Серед складів і зернопереробних заводів герой знаходить свідчення надзвичайного росту тамтешніх рослин, а потім і нових ворогів. Знищуючи збожеволілих колгоспників і мутованих тварин, він пробивається до єдиного жителя, що досі при тямі. Той перед смертю радить піти до міськради, щоб влада сказала що робити. Сівши на потяг, герой прибуває на залізничну станцію, а далі на сталеливарний завод. Там остаточно стає зрозуміло, що всі комунікації із зовнішнім світом порвано, а місто довго готувалося до якогось лиха.
Дорога приводить назад до міських вулиць, наповнених озброєними збожеволілими солдатами. Подолавши охорону центру міста, протагоніст опиняється в політбюро. Один з високопосадовців туманно пояснює, що в місті відбувалася спроба зробити світ кращим. Він дає кіноплівку з записами, які можуть допомогти все виправити, і застрелюється. Зі знайдених доповідей герой дізнається, що поступово в місті люди ставали то агресивними, то незвичайно байдужими до всього, причини чого приховувалися. Він проходить через двори і досягає кінотеатру, де переглядає плівку. З фільму з'ясовується, що СРСР був не таким відсталим у науці, як здавалося. Радянське державне керівництво вирішило побудувати «ідеальний комунізм» за допомогою випромінювання, здатного на відстані коригувати будову живих істот. Зокрема ним задумувалося створити ідеальну людину: сильну, витривалу і наділену потужним інтелектом. У місті під монументом було розміщено генератор випромінювання. Але коли мова іде про систему стримування випромінювання, несподівано нападають божевільні пожежники. Героєві доводиться повернутися на вулиці, де зустрічає спотворених жителів, уже мало схожих на людей. Протагоніст спускається в метро, яким добирається до іншого району і виходить біля театру.
По дахах і риштуваннях він доходить до залізничного депо, опиняючись зовсім близько від випромінювача. Перетнувши парк, він сідає на потяг, який везе у комплекс під центром міста. Після знищення охорони йому вдається піднятися на вершину монумента. Там перебуває Головний Учений, якого протагоніст бачив на початку з червоною папкою. Учений приєднав себе до систем передавача і завдяки цьому контролює всіх божевільних і чудовиськ у місті. Він повідомляє, що його експеримент, як не дивно, вдався. Шукану людину майбутнього, сильну, витривалу і розумну, йому вдалося виявити і це сам протагоніст. Він пропонує започаткувати нове суспільство, замінивши Головного Ученого в керуванні людьми, або спрямувати енергію для перенесення в минуле, щоб перешкодити експерименту. Герой вибирає останнє. Повернувшись у той самий день, що на початку гри, він убиває Ученого і експерименту не відбувається. На нього тут же накидаються солдати і, мабуть, забивають до смерті.
У фіналі ідуть документальні фільми та кадри, де показується коротка виправлена історія світу — з середини 1950-х років до подій 11 вересня 2001 року в Нью-Йорку.

## Відеовставки
Усього в грі є 7 роликів, зроблених в стилі нуар і андерграунд, що робить їх унікальними, оскільки подібного в ігроіндустрії ще не застосовували. Для їх створення використовувалися документальні фільми часів Радянського Союзу, а також деякі сучасні документальні кадри. Більшість роликів є такою собі історією життя Головного Вченого: його дитячі, шкільні, інститутські, зрілі роки.
Саундтрек до гри створював український композитор Дмитро Дьяченко, відомий також створенням саундтреків до ігор «Завоювання Америки», «Xenus» та інших. Диск із записаним саундтреком вийшов лише у польських виданнях.

## Оцінки й відгуки
Реакція на гру західних критиків була здебільшого негативною, що відображено в оцінці 34 бали зі 100 на агрегаторі Metacritic. Найбільших похвал гра здобула завдяки графіці, атмосфері, оригінальному сюжету та музичному виконанню. Негативної критики зазнали надто класичний геймплей, непояснена назва та велика кількість помилок, якими гра страждала вже на момент виходу. Вони були пов'язані передусім з її запуском — на великій кількості комп'ютерів гра не запускалася, або запускалася з проблемами. Цю помилку не змогли до кінця виправити навіть випущені патчі.
Видання Gamespot відгукнулося: «Рівні перевантажені банальним пошуком ключів і важелів. Візуально все каламутно сіре та чорне, що підкреслює запустіння міста, але робить важким слідкування за деталями, як згадані ключі та важелі, які необхідно знайти, щоб відкрити двері. Багато текстур повністю пошкоджені, що спричиняє ефект шахової дошки на небі, багатьох стінах і деяких дверях. Анімації персонажів настільки невпевнені та рвані, що вам так і захочеться знайти мотузки [за які їх смикають]. Велика частина музики не така погана, якщо вам подобається B-side євро-техно, хоча мелодії можуть зіпсувати абсурдні „охи“ та „ахи“ мутантів. Там немає мультиплеєру. І, врешті, нігілістична назва гри ніде не пояснюється».
Розважальний ресурс IGN висунув вердикт «You Are Empty потребує ще багатьох чого, крім зміни назви. Розумніші вороги — це було б чудово, або принаймні більше дурних ворогів. Digital Spray замість цього вирішили кинути на вас трохи йолопів, дати вам дратівливо неадекватну швидкість бігу, і доступ до одного з найбанальніших арсеналів на нашій пам'яті. Це однозначно треба оминути».
Однак на території СНД гра отримала чимало позитивних відгуків, наприклад, від «Лучшие компьютерные игры», де також пропонувалося пояснення назви гри: тоталітаризм робить людину порожньою, позбавленою власної волі, що рано чи пізно призводить до катастрофи. В США високо оцінило гру видання Gaming Nexus.